# Nobuyuki Fukumoto
Nobuyuki Fukumoto (japonês: 福本伸行, Hepburn: Fukumoto Nobuyuki) é artista de mangá japonês conhecido por suas obras únicas e originais, análise psicológica profunda de personagens e estilo artístico distinto. Yakuza e jogos de azar são temas recorrentes em seus mangás. Em países de língua inglesa, ele é mais conhecido como o autor de Akagi, um mahjong. Em 1998, ele ganhou o Prêmio Kodansha Manga por Tobaku Mokushiroku Kaiji. Uma onomatopeia "zawa" (ざわ…), o que significa um ambiente desconfortável, aparece com frequência nos seus quadrinhos e é considerada a marca registrada de Fukumoto.

## Início
Nobuyuki Fukumoto nasceu em Yokosuka, na província de Kanagawa. Seu interesse por mangás surgiu na infância, quando lia avidamente histórias shōnen, voltadas ao público jovem, o grupo demográfico mais popular no Japão.
Durante a adolescência, Fukumoto praticou artes marciais, como caratê e kickboxing, para fortalecer sua imagem. No entanto, ele se formou em uma área distinta de seus interesses: arquitetura. Trabalhou brevemente em uma construtora, mas logo desistiu para perseguir seu sonho de se tornar mangaká.
Seu primeiro trabalho na indústria foi como assistente de Eiji Kazama, mas a experiência foi frustrante, já que Fukumoto recebia tarefas pouco relacionadas ao trabalho artístico. Mesmo assim, ele persistiu e publicou sua primeira obra, Yoroshiku! Junjo Taisho, embora ainda precisasse de outros empregos para se sustentar.
Em 1983, sua carreira deu um passo importante ao ganhar o prêmio de "Artista Revelação", uma honraria significativa para novos talentos na área do mangá.

## Estilo
Nobuyuki Fukumoto é um dos principais autores de mangás sobre apostas, conhecido por suas descrições psicológicas detalhadas e personagens intensos. Suas obras frequentemente retratam homens em jogos extremos, variando de adaptações a criações originais. Mais tarde, ele lançou Yami-Mahjong Fighter: Mamiya, uma série de apostas com uma protagonista feminina.
Fukumoto tem um estilo único de desenhar, girando o papel enquanto trabalha. Em 2009, no evento "Rieko Saibara's Life Drawing Skill Showdown" em Shinjuku, impressionou o público ao desenhar Kaiji ao vivo.

Ele gosta de jogos como mahjong e sic bo, mas não aprecia corridas de cavalos. Fukumoto joga mahjong desde a escola e acredita ter “sorte de torneio,” já tendo vencido competições entre mangakás e participado de partidas profissionais, onde enfrentou Masato Hagiwara, famoso dublador e jogador, que admitiu: "Acho que não consigo vencê-lo."